# Myocastorini
Myocastorini — це триба гризунів, запропонована в 2017 році, яка містить п'ять сучасних родів Callistomys, Hoplomys, Myocastor, Proechimys, Thrichomys.

## Визначення
Представники Myocastorini мають спільні довгі верхні різцеві корені (за винятком Callistomys) і нижні різцеві корені середнього або довгого розміру. Ці п’ять родів мають чотири (Callistomys, Thrichomys) або п’ять (Hoplomys, Myocastor, Proechimys) лофід на нижньому листковому четвертому премолярі, три корені, що закріплюють верхні моляри, і добре з’єднані лофіди на щічних зубах.

## Філогенетика
|  | Callistomys |
|  |             |
|  | Myocastor   |
|  |             |

|  | Hoplomys   |
|  |            |
|  | Proechimys |
|  |            |

|  | Callistomys |
|  |             |
|  | Myocastor   |
|  |             |

|  | Hoplomys   |
|  |            |
|  | Proechimys |
|  |            |

|  | Callistomys |
|  |             |
|  | Myocastor   |
|  |             |

|  | Hoplomys   |
|  |            |
|  | Proechimys |
|  |            |

|  | Callistomys |
|  |             |
|  | Myocastor   |
|  |             |

|  | Hoplomys   |
|  |            |
|  | Proechimys |
|  |            |